# Макеева, Валя
Валя Макеева — пионерка, убитая своим отчимом Василием Цифровым 9 октября 1935 года. Впоследствии среди горожан Аткарска возник культ Вали Макеевой.

## Биография
Валя Макеева проживала в уездном городе Аткарск Саратовского края с 1924 по 1935 годы, была активной пионеркой, прилежной ученицей, была идейно предана советской власти. Девочка жила с матерью и отчимом Василием Цифровым. Отчим работал помощником машиниста. Нередко, находясь в состоянии сильного алкогольного опьянения, Цифров бил жену и падчерицу. От побоев отчима Валя Макеева скрывалась чаще всего у своей подруги Вали Спесивовой на пригороде. Однажды, узнав, что отчим расхищает колхозный хлеб, 11-летняя Валя попыталась сдать его милиции, однако сделать это девочка не успела. Под предлогом сборки полыни отчим заманил Валю в лес в пригороде Аткарска, где убил ее при помощи топора. Как выяснило следствие, мать девочки была осведомлена о планах мужа, за что была приговорена к длительному тюремному заключению. Самого Василия Цифрова расстреляли. Похоронена пионерка там же, в Аткарске, на Старом Кладбище (Иоанно-Предтеченское). На могилу Вали Макеевой дважды в год — на День пионерии и в день смерти девочки — приходили школьники-пионеры и вязали на голубую пирамидку красный пионерский галстук.

## Культурное наследие
Известности советской пионерки способствовала книга «Пионерка Валя Макеева», написанная саратовским краеведом Юлием Вениаминовичем Песиковым в 1962 году.
В Аткарской школе № 9, где училась Валя Макеева, сохранили парту, за которой сидела пионерка. Пионерские дружины по всей стране носили имя Вали Макеевой.
В Аткарске есть улица Вали Макеевой. Также в городе был обустроен одноименный сквер, где установили бюст, изготовленный известным ленинградским скульптором Павлом Хруничевым. Сквер Вали Макеевой находится по улице Вали Макеевой (сейчас часто называемой «бульваром Вали Макеевой») между улицами Чапаева и Революционной .